# Carmine Giorgi
Carmine Giorgi, född 16 oktober 1910, död 1 februari 1965, var en friidrottare från Brasilien. Han deltog vid olympiska sommarspelen 1932.